# Trichohippopsis suturalis
Trichohippopsis suturalis är en skalbaggsart som beskrevs av Martins och Carvalho 1983. Trichohippopsis suturalis ingår i släktet Trichohippopsis och familjen långhorningar. Inga underarter finns listade i Catalogue of Life.